# Epiruszi hadjárat
Az 1378-as epiruszi hadjárat során a Jeruzsálemi Szent János Ispotályos Lovagrend és szövetségesei megpróbálták megvetni a lábukat  a mai Görögország nyugati partvidékén, amely akkor a Szerb Királyság része volt.

## Előzmények
1371. szeptember 26-án a törökök megsemmisítő vereséget mértek a szerbekre a második Marica menti csatában. XI. Gergely pápa úgy döntött, hogy beveti az ispotályos rendet az oszmánok ellen. Első lépésként érseki vizsgálatot rendelt el a johanniták valamennyi európai birtokán, hogy felméresse azok állapotát. Az egyházfő úgy gondolta, hogy fel kell állítani egy flottát, amely a Dardanelláknál és az Égei-tengeren száll szembe a törökökkel.
1374-ben, nem törődve a rend ellenkezésével, az ispotályosokra bízta Szmirna megtartását. Két lovagot, Bertrand Flotét és Hesso Schlegelholtzot Konstantinápolyba küldte, hogy a görögökkel egyeztessenek egy keresztes háborúról. 1375-re négyszáz lovag és fegyvernöke gyűlt össze, a legtöbben a Francia Királyságból. Tizenhét magyar lovag is volt közöttük. A finanszírozás érdekében johannita birtokokat adtak el vagy adtak bérbe, és 24 500 aranyforintot kölcsönöztek a firenzei Alberti háztól.
1376. augusztus 10-én Robert de Juilly nagymester kihirdette a hadjáratot, amelynek célja a thébai és az athéni katalán kolóniák védelme volt. A had azonban nem tudott elindulna, mert Genova és Velence között új háború tört ki. A pápa ennek ellenére nem hagyta abba a szervezést, de 1377 nyarán az Adriai-tengert jelölte meg célpontként. A passagium (kisméretű keresztes hadjárat) Epirusz ellen indult.
1377 júniusában a johanniták bérbe vették az Acheai Fejedelemséget I. Johanna nápolyi királynőtől öt évre. Daniel del Carretto lovagot nevezték ki a terület elöljárójának, és átvették a Peloponnészosz latin kormányzatának irányítását. Októberben a rend megállapodott Maddalena de' Buondelmontival, Lefkáda hercegének özvegyével, akitől megszerezték Vonicát, egy kikötővárost Epiruszban. Vonicát jó kiindulási pontnak tekintették az északi görög területek felé.

## A hadjárat
1378 elején elhagyta Nápolyt a rend új nagymestere, Juan Fernández de Heredia. Kíséretében volt Esau de' Buondelmonti, Maddalena fivére és több firenzei, aki a várható kereskedelmi haszon reményében pénzzel támogatták a hadjáratot. Áprilisra a johannita flotta, amelyet a rend admirálisa, Palamedo Giovanni irányított, megérkezett Vonicába. A lovagok között volt Velence, Pisa és Capua perjele. Időközben XI. Gergely meghalt, és az új pápát, VI. Orbánt április 8-án választották meg. Az egyházfő nem küldte Vonicába az elődje által megígért erősítést.
A johanniták a szárazföld belseje felé nyomultak, és nyáron ostromgépekkel megkezdték Árta várának támadását. Ez időd adott a helyi uralkodónak, az albán Gjin Bua Shpatának, hogy sereget gyűjtsön a betolakodók ellen. Csatlakozott hozzá a közeli fejedelemség ura, a szerb Toma Preljubovics is. Valószínűleg augusztusban sikeresen rajtaütöttek a johannitákon, többeket meggyilkoltak, másokat foglyul ejtettek. A rabok között volt Heredia nagymester is. A rend első önálló akciója Rodosz johannita elfoglalása óta katonai katasztrófába torkollott.

## Következmények
Vonicát evakuálták az ispotályosok, de sikerült megtartani. Lepantót és más közeli erődöket latin zsoldosokkal töltöttek fel. A nagymester 1379 tavaszán szabadult ki, és júliusban megérkezett Rodoszra. Addigra a johanniták teljesen elvesztették a görög területeket. 1381-ben visszaadták Achaea ellenőrzését a királynőnek.